# 국가위기관리센터 상황실
국가위기관리센터 상황실은 청와대 지하실에 설치된 회의실이다. 보통 청와대 지하벙커라고 부른다. 이곳에서 국가안전보장회의(NSC)가 열린다. 2003년 노무현 정부에서 만들었으며, 국가위기관리센터가 관리한다.

## 이명박 정부(2008년~2012년)
국가적 위기의 체계적 관리를 목적으로 만들었고 상황실에는 모든 통신장비가 구비됐으며 화상회의를 즉각 할 수 있다. 김철균 뉴미디어비서관은 트위터를 통해 “벙커는 긴급상황 발생 시 주요 지휘관 혹은 재난관리자들과 화상회의를 하며 관계장관회의를 주재하는 곳”이라며 “통신장비가 모여 있는 국가위기상황센터의 별칭”이라고 설명했다. 연평도 포격 이후 국가위기관리실 상황실로 개편하였다.

## 박근혜 정부(2013년~2017년)
박근혜 정부는 국가안보실 산하 위기관리센터 상황실로 개편하였다. 청와대 비서실장, 국가안보실장, 외교안보수석이 생기고, 국가안보실장이 청와대 지하벙커를 담당한다고 한다.

## 문재인 정부(2017년~2022년)
국가위기관리센터 상황실로 명칭을 변경하였다.

## 미국
청와대 지하벙커의 롤모델은 미국 백악관 지하의 백악관 상황실이다. 한국도 처음엔 미국처럼 청와대 상황실이라고 부르다가 명칭이 자주 변경되고 있다. 백악관 상황실에서는 미국 국가안전보장회의인 NSC가 전시에 소집되며, 전시작전권을 행사한다. NSC의 핵심은 대통령, 국무장관, 국방장관 3명이다. 여기에 백악관 비서실장, 안보수석, 안보부수석 등 3명의 비서가 NSC 위원으로 추가되나, 핵심은 국무장관과 국방장관이다. 한국은 국무총리가 따로 있지만, 미국은 국무총리가 없는 대신 국무장관이 최선임장관이다.

## 같이 보기
- 미국 국가안전보장회의 - 1947년 NSC 설치법에 따라 설치되었다. 백악관 지하벙커를 관리한다.
- 대한민국 국가안전보장회의 - 1962년 12월에 실시된 국민투표를 통해 개정된 제3공화국 헌법에 따라 1963년 12월 17일 설치되었다. 청와대 지하벙커를 관리한다.